# Tuk (Rovišće)
Tuk is een plaats in de gemeente Rovišće in de Kroatische provincie Bjelovar-Bilogora. De plaats telt 416 inwoners (2001).